# Nyílt kártyákkal (Így jártam anyátokkal)
A Nyílt kártyákkal az Így jártam anyátokkal című televízió-sorozat második évadának huszadik epizódja. Eredetileg 2007. április 30-án vetítették, míg Magyarországon egy évvel később, 2008. november 28-án.
Ebben az epizódban Ted megtervezi, milyen beszédet mondjon Marshall és Lily lagziján. Eközben Barney a "Mennyi az annyi?" című tévés játékban indul.

## Cselekmény
Ahogy közeledik az esküvő napja, Marshall és Lily babonából nem akarnak együtt lakni az utolsó két hétben. Robinhoz költözik Lily, míg Marshall otthon marad, és véleményezi Ted beszédét, amit az esküvőn mondana. Lily döbbenten veszi észre, hogy kifogyott a ruhájából, így Robin szerint nincs más megoldás: annyit kell ennie, amennyi beléfér, hogy belehízzon. Először élvezi, de amikor csak még jobban lefogy, úgy dönt, feladja.
Közben Ted nem várt nehézségekkel szembesül, ugyanis a legjobb sztorik, amik közül választhatna, mind szexet vagy drogot tartalmaznak, amit Marshall szerint mellőznie kell. Dobnia kell azt a sztorit, ami arról szól, hogyan mondta először Marshall, hogy "szeretlek", teljesen véletlenül. Egy másik sztorit cenzúrázni próbál, ahol az alkoholt csokis tejjel helyettesíti, a szexet pedig kézfogással. Marshall szerint egyik beszéd sem jó, és emiatt egy kis nézeteltérés alakul ki köztük. Azonban egy előretekintéssel a jövőbe láthatjuk, hogy minden jól alakult: Ted beszéde egy csodás történetet örökít meg. Az utolsó két hétben Marshall minden éjjel elszökött otthonról, hogy titokban Lilyvel alhasson, és közben etette, hogy belehízzon a ruhába.
Eközben Barney a "Mennyi az annyi?" című műsorban való részvételre gyúr. Meg tudja mondani a legtöbb termék kiskereskedelmi árát fejből, és edz arra is, hogy a szerencsekerék a dollárjelnél álljon meg. A többieknek azt mondja, hogy azért csinálja ezt, mert a műsorvezető, Bob Barker az apja (legalábbis az anyja ezt hazudta neki gyerekkorában, és ő komolyan vette). Barney a műsor során végig közvetetten célozgat erre, miközben minden játékot megnyer. A végén aztán nem mondja azt Bob Barkernek, hogy ő a "fia", hanem helyette gratulál neki a 35 évért a "Mennyi az annyi?" élén. A tárgynyeremények jelentős részét Marshalléknak ajánlja fel nászajándékba.

## Kontinuitás
- Marshall szeret énekelgetni, ahogy "A szabadság édes íze" címrészben már láthattuk.
- További részleteket láthatunk a "Swarley" című epizód után történtekből.

## Jövőbeli visszautalások
- A "Most figyelj!" című rész szerint ez az epizód 2 héttel az esküvő előtt játszódik.
- A "Spoilerveszély" és a "Pofonadás" című részekben újabb célzások történnek Marshall énekelgetési mániájára.
- Ted és Robin spagettiszószosan lépnek be az epizód elején, amire a magyarázat a "Valami kék" című részben derül ki – akárcsak arra, hová tűnt a kék kürt.
- Marshall fején egy kalap van az előretekintés során – a következő részből derül ki, hogy miért.
- Marshall és Lily furcsa egymásrautaltsága a későbbi részekben is felbukkan.
- Marshall állítása szerint a nagyapja szelleme egy istállóban kísért. Vonzódása a paranormális dolgok iránt később is felbukkan.
- Barney a "Nagy pakolás" című részben ismeri el hivatalosan, hogy nem Bob Barker az apja. Az "Apu, a fergeteges" című részből derül ki, ki is a valódi apa.
- Tednek "A tanú" című részben is nehezésre esik beszédet tartani.

## Vendégszereplők
- Bob Barker – önmaga
- Rich Fields – önmaga
- Tanner Maguire – fiatal Barney

## Zene
- Haunt – Love Song
- Johann Sebastian Bach – Herz und Mund und Tat und Leben, BWV 147